# Tisza
A Tisza (németül: Theiß, szlovákul és románul: Tisa, szerbül: Тиса / Tisa, ukránul: Тиса) a Duna leghosszabb mellékfolyója, Közép-Európa legfontosabb folyóinak egyike, Magyarország második legnagyobb folyója.
A Fekete-Tisza és a Fehér-Tisza összefolyásából keletkezik Ukrajnában, Kárpátalján, Rahó közelében, majd érinti Románia, Magyarország, Szlovákia és Szerbia területét. Ez a folyó képez határvonalat Bácska és Bánát között, mielőtt a Vajdaság közepén, Titelnél a Dunába ömlik.
Kelet-Magyarország területének jelentős része a Tisza vízgyűjtő területén helyezkedik el, Észak-Magyarország és az Alföld vízrajzának meghatározó eleme. A Tisza vízgyűjtő területe mintegy 157 000 km², vízállása erősen ingadozó. Átlagos vízhozama Szegednél 769-830 m³/s, de mértek már itt 97 m³/s-os legkisebb és 4700 m³/s-os legnagyobb vizet is. A torkolatnál ez az érték 792-1050 m³/s.

## Történelem

### Néveredete

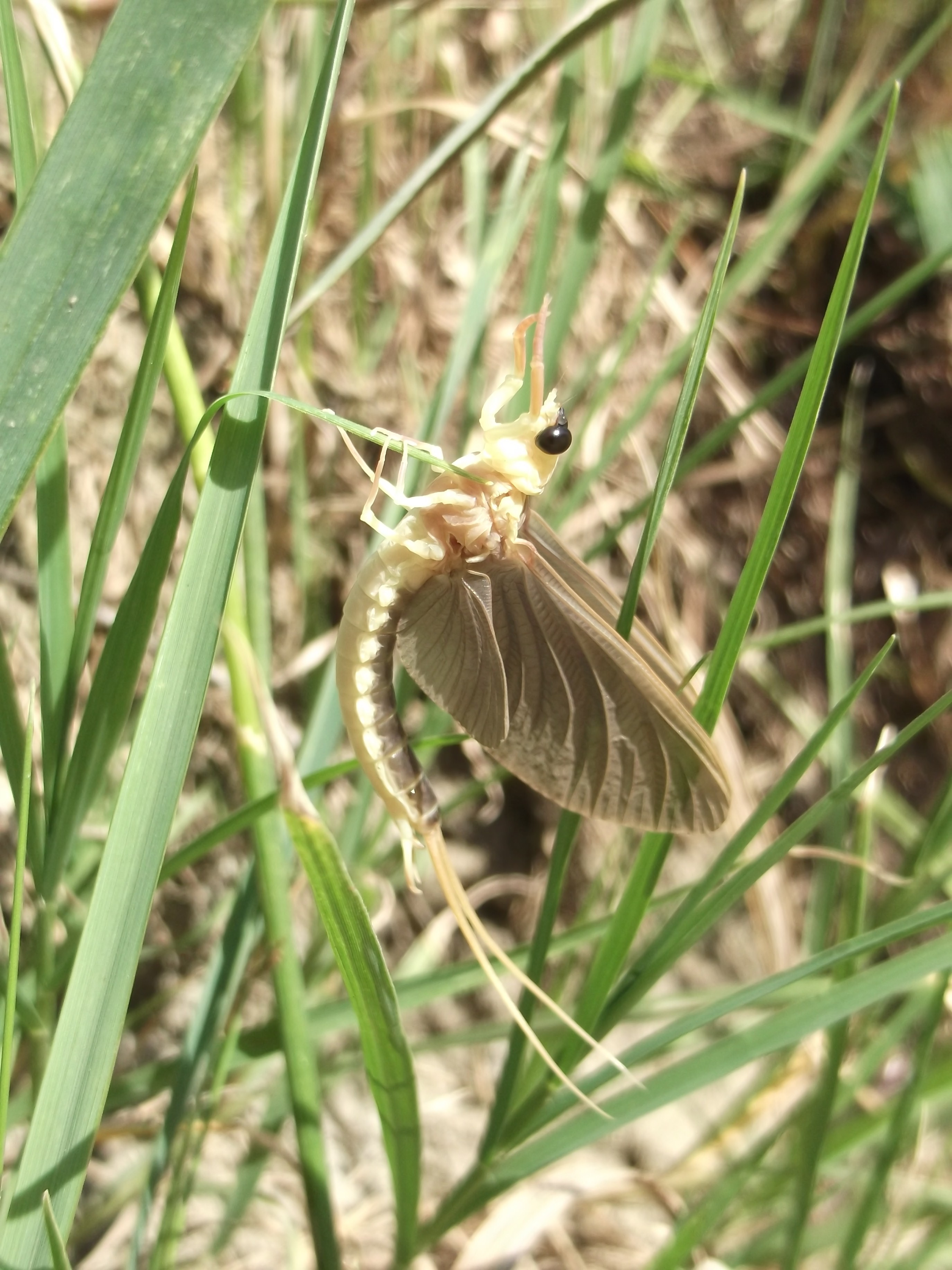
Tiszavirág kérész az élete utolsó napján

A Tisza nevét az ókorban Παρισος [Pariszosz] (Sztrabón), Pathissus (Plinius), Parthiscus (Ammianus Marcellinus) stb. alakban rögzítették. A maihoz hasonló rövidebb névalak, pl. Τιγας [Tigasz] (Priszkosz rétor), Tisia (Iordanes), Τισσος [Tisszosz] (Theophülaktosz Szimokattész) a népvándorlás korában (i. sz. 5. század) jelent meg.
A folyó elnevezését próbálták már a kelták, a szkíták, a szlávok és a trákok nyelvéből levezetni, úgy tűnik, mind ez idáig sikertelenül. Olyan szófejtés, mely a hosszabb – az (alighanem trák) eredetihez közelebb álló – névalakot is hihetően megmagyarázná, egyelőre nem született. A kérdéssel részletesebben Szádeczky-Kardoss Samu tanulmányai foglalkoznak.
Maga Szádeczky-Kardoss „szkíta”, azaz iráni eredetűnek tekinti a Tisza nevét. (A tudomány képviselői általában iráni származásúnak, iráni nyelvűnek tartják a szkíta népeket. Részletesebben: Szkíta nyelv.) Szádeczky-Kardoss úgy véli, a Tisza nevének a gyökere az óiráni „tak” (fut, folyik) szóhoz hasonló szkíta kifejezés lehetett. Ez többszörös átalakuláson ment keresztül, míg a mai formáját felvette.
A szőke jelző a Tisza színére utal, ami pedig a folyó vizében lebegő homok és iszap következménye.

### A Tisza szabályozása

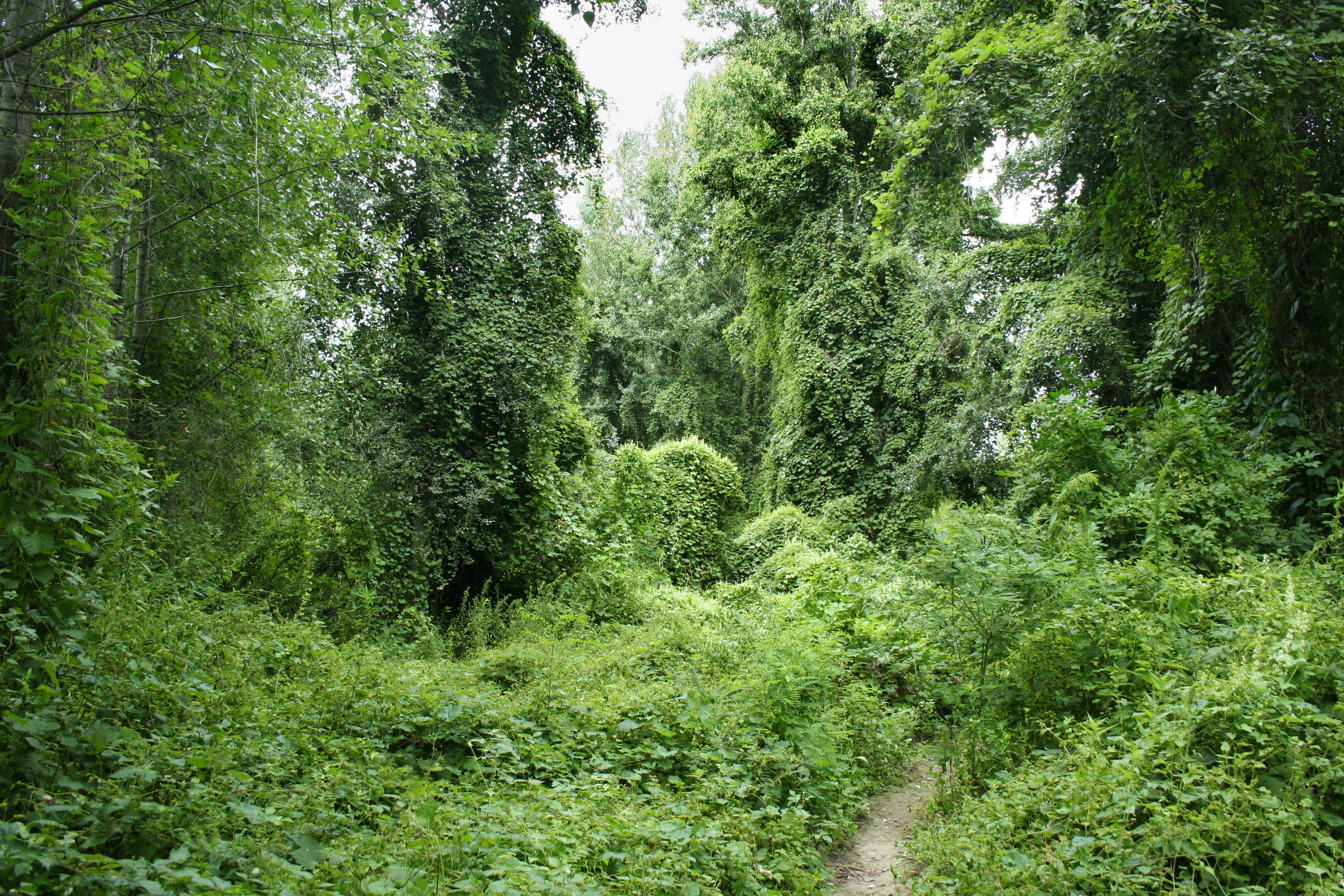
A szabályozás után kialakult ártéri erdő a 184-es folyamkilométernél, Szeged-Algyő magasságában

Az Alföldön folyik keresztül, ami Közép-Európa legnagyobb síksága, s mint minden síkság, lelassítja a folyók futását. A Tisza is rengeteg kanyart és mellékágat alakított ki, így gyakoriak voltak az áradások.
Több kisebb, sikertelen próbálkozás után gróf Széchenyi István szervezte meg a Tisza szabályozását, ami 1846. augusztus 27-én vette kezdetét, de a szabadságharc után csak jelentősen csökkentett költségvetéssel és számos kompromisszummal valósult meg. Pietro Paleocapa (a Pó folyót is szabályozó mérnök) irányította. Az eredményeként a folyó hossza 1419-ről 962 km-re rövidült, emellett született 136 km új, épített meder, valamint kialakítottak 589 km holtágat. A szabályozások során lefűződött holtágak medreit keskeny és mély csatornákká alakították, hogy a belvizeket el-, az öntözővizeket pedig a szántóföldekhez vezessék. Szabályozták az áramlásuk irányát és a vizük mennyiségét. Az aszályos időszakokban csapolják a talajvizet. A folyó esése kilométerenként 3,7 cm-ről 6 cm-re növekedett, a medre pedig átlagosan 2 méterrel mélyült. A levonuló árvizek a szabályozás előtt mintegy két hónap alatt értek le a Szamostól Szegedig, ma mindehhez ekegendő néhány hét. A hajózható hossz 780 km lett.
A szabályozás nem volt minden tekintetben kielégítő, amire leginkább az 1879-es szegedi katasztrófa figyelmeztetett; a vízgyűjtő terület vízháztartása szintén romlott.
A magyar országgyűlés 1884-ben elfogadta a Tiszáról szóló törvényt, amely összefoglalta a folyó szabályozásával összefüggő teendőket az 1879–1884 közötti időszakban. A törvény kimondta, hogy a Tisza és a vízgyűjtő területe a szabályozás és az ármentesítés tekintetében egységet képez. 1894-ben elfogadták Kvassay Jenő tiszai korrekciós programját, mely alapján tíz évig folytak a munkák; 1908-ban a Tisza újabb, immár húsz évre szóló fejlesztési programjáról határoztak; az 1937-es XX. törvénycikk célja pedig a folyamszabályozás, ármentesítés és lecsapolás negatív következményeinek a korrekciója volt.
A folyó szabályozását megtervező Vásárhelyi Pált (1795–1846) megörökítő szobor az ország első mérnökszobra (1905, ifj. Mátrai Lajos) Szegeden látható. A talapzaton emléktábla mutatja az addigi legnagyobb vízállást, ami 961 cm volt 1970. június 2-án. Ez 154 cm-rel több, mint a várost romba döntő 1879-es árvíznél volt. (Ezt 2006. április 21-én sikerült „felülmúlnia” a folyónak: 1009 cm-es vízállást mértek a Belvárosi híd lábánál lévő vízmércén.)
2006. május 23-án a Felső-Tisza hajózhatósági tervének az elkészítését jelentették be. A tanulmány a folyó 90 kilométeres részén határozta meg a hajóút kialakításához szükséges beruházásokat.

## Földrajz
A Tisza magyarországi szakasza 597 km hosszú. Tiszabecsnél lép be az országba – Ukrajnával határfolyó Szatmárcsekéig, majd Tiszaszentmártontól Záhonyig ismét, onnan pedig Szlovákiával alkot rövid határvonalat Tiszabezdédig –, és a szegedi Gyálarétnél lép ki.

### Forrásai

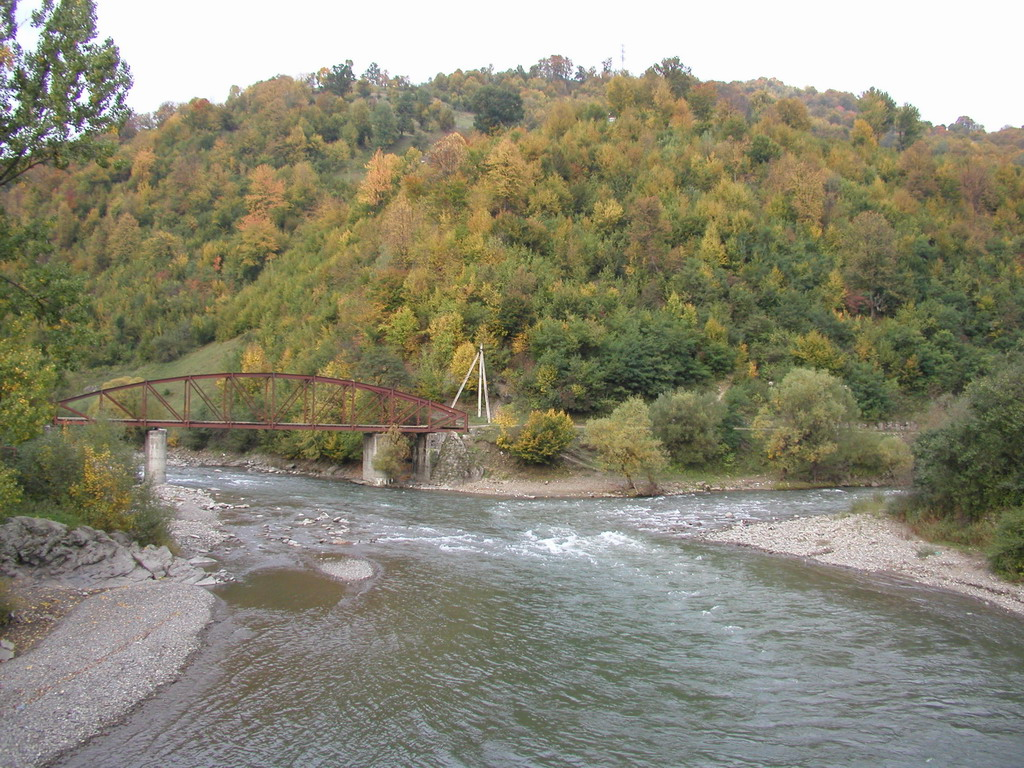
A Fekete- és a Fehér-Tisza összefolyása Rahó fölött

A Tisza két forrásból ered a Keleti-Kárpátokban, Ukrajnában, Kárpátalján. A Fekete-Tisza és a Fehér-Tisza egymástól légvonalban 53 km-re található. A Tisza forrásának a Fekete-Tisza forrását tekintik, s innen mérik folyónk hosszát is. A Fehér-Tisza forrását a szegedi székhelyű Geo-Environ Környezetvédő Egyesület  tagjai több évig kutatták, s 2000-ben felfedezték pontos helyét. Táblával látták el, és megtisztították a környékét.
Ez a folyószakasz Rahótól kb. 1,5 km-re egyesül a Fekete-Tiszával.

### Folyása

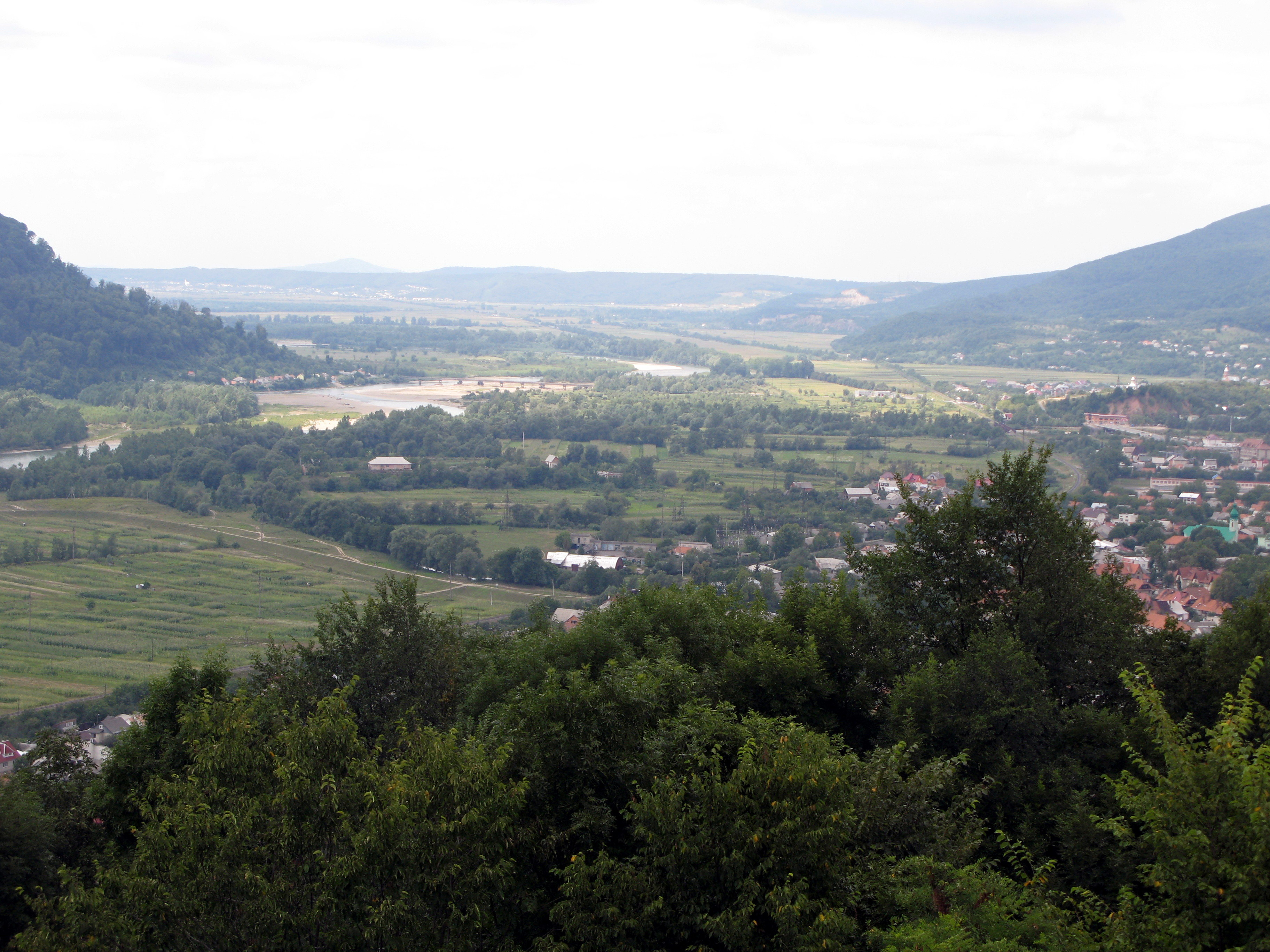
A Tisza Husztnál

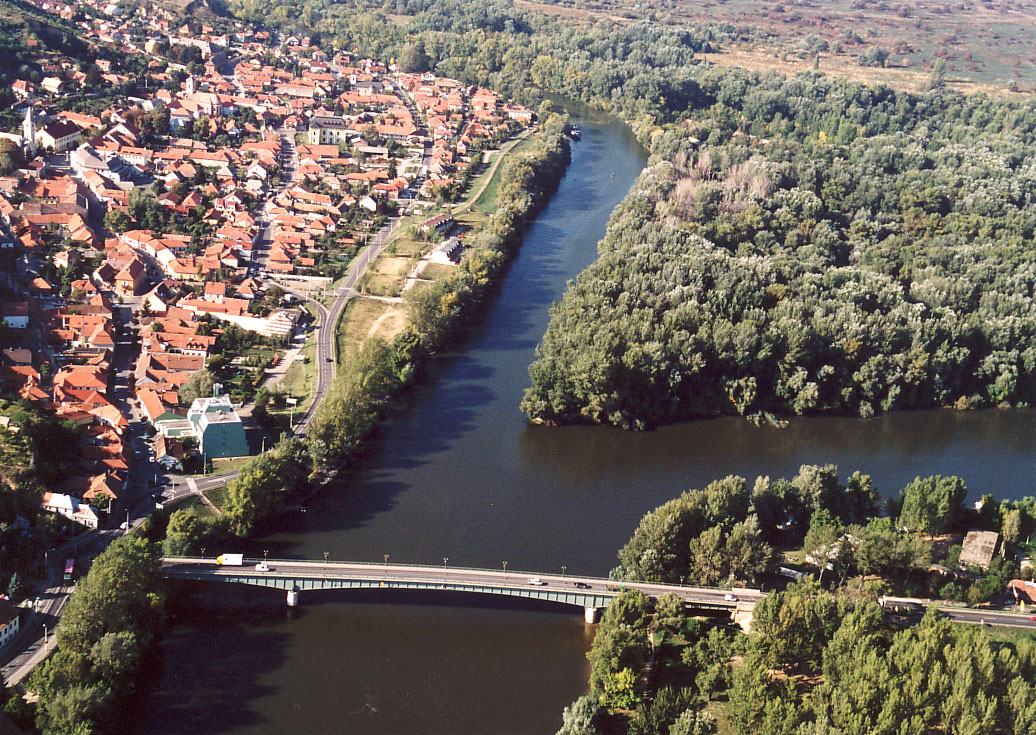
A Tisza és a Bodrog Tokajnál

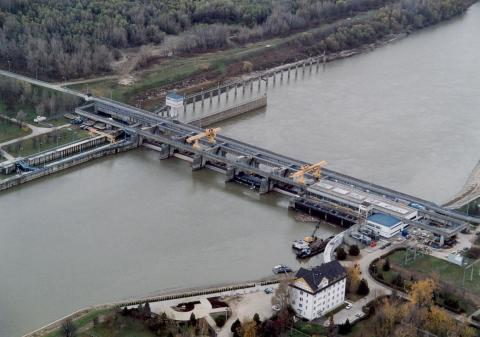
A kiskörei duzzasztómű

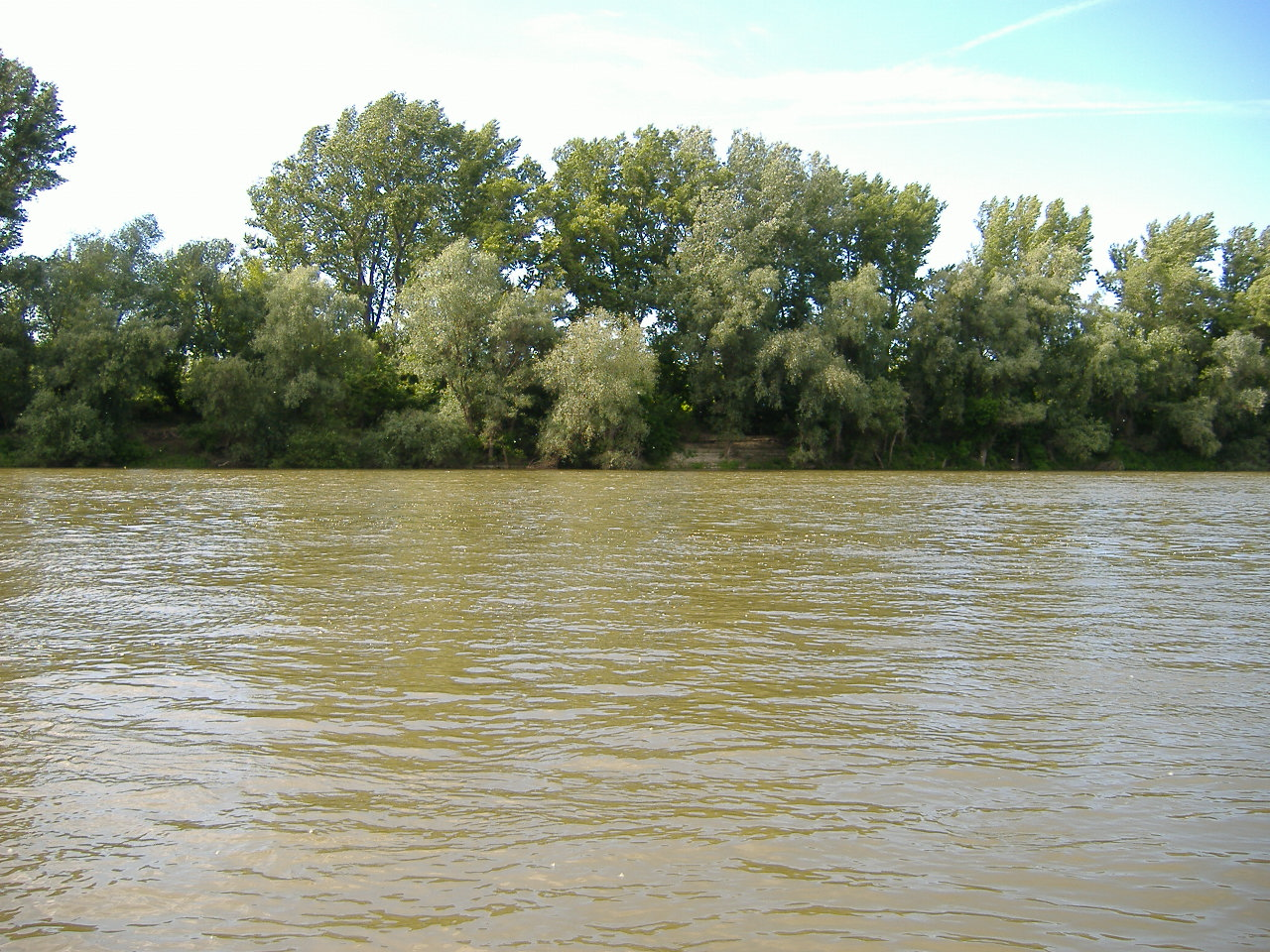
A „szőke” Tisza Tiszapüspökinél

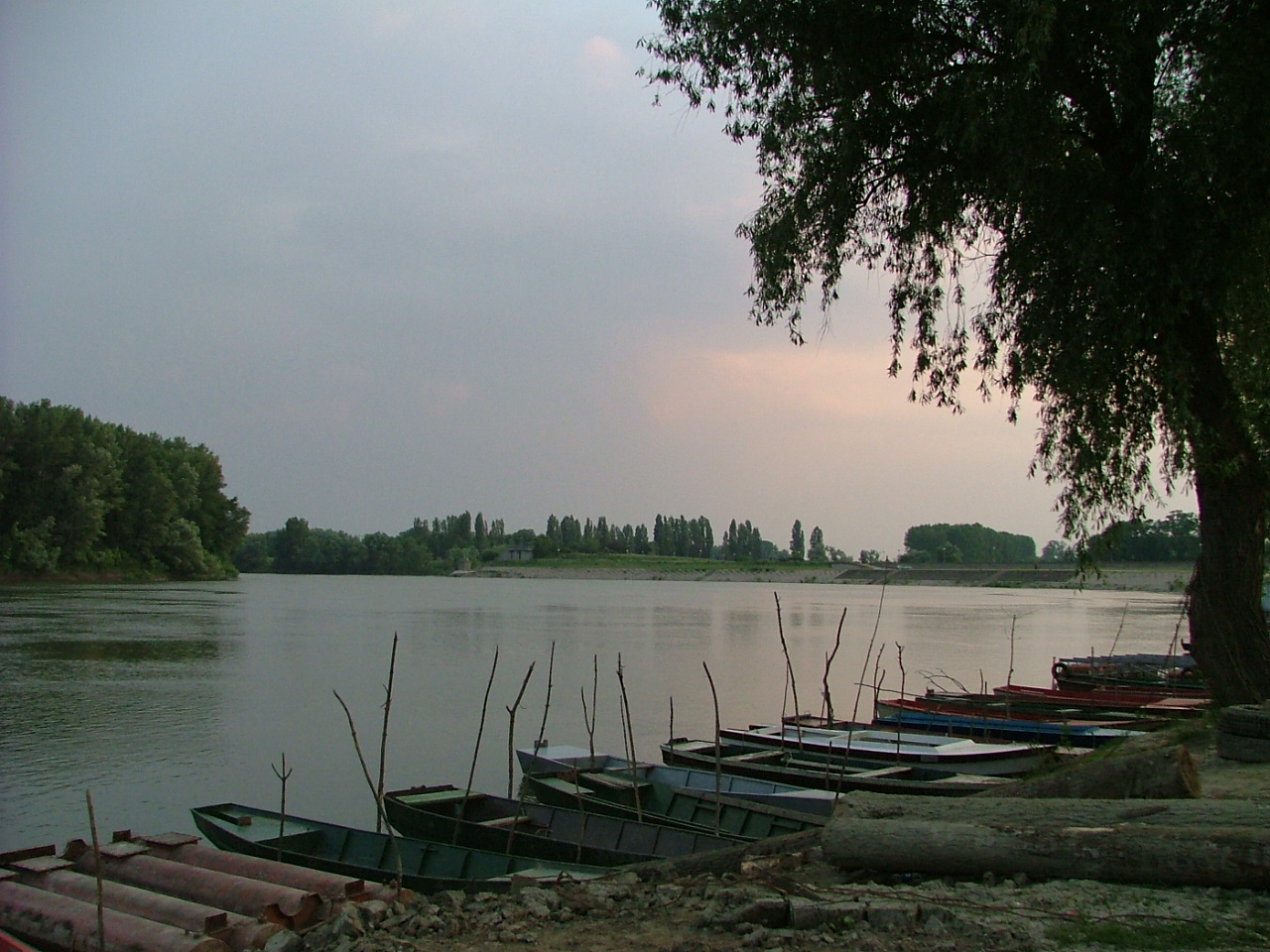
A Tisza Óbecsénél

A hegyvidéki jellegű Felső-Tisza a Szamos torkolatáig tart. A Közép-Tisza szakaszának a határait a Szamos, illetve a Maros torkolata adja, s a Maros beömlésétől a Dunáig terjed az Alsó-Tisza.
A Tisza magyarországi szakaszát is három – az előbbiekkel azonos névvel illetett – részre tagolják. A Felső-Tisza megnevezés az országhatár és Tokaj közötti szakaszra vonatkozik, a Közép-Tisza Tokaj és Tiszaug közöttire, az Alsó-Tisza pedig Tiszaug és a déli országhatár közöttire.
A Tisza a Szatmári-síkságon lépi át az országhatárt, s a medrét heves árvizeivel töltögeti, bár eközben kanyarog is. A hasonlóan kanyarogva feltöltő Szamos betorkollásától a Tokajig terjedő szakaszon – mesterségesen megrövidített medrében – jelentős esésnövekedést nyert: itt már kanyarogva bevágódó jelleggel, élénkebben erodálja a partjait. A kanyarulatképződés üteme e szakaszon eléri a Dunáét. A kis esésű Bodrog felvétele után a Tisza ismét módosítja a szakaszjellegét, újra feltöltő lesz, egészen Kisköréig. Bár a szabályozásokkal e szakaszon is jelentősen csökkent a hossza, az esése pedig növekedett, csak fokozatosan tudja feldolgozni a Sajó és a Hernád által szállított durvább hordalékot. A kiskörei duzzasztómű eséstörő hatása tovább fokozza feltöltő tevékenységét.
Kiskörétől lefelé Szegedig a Tisza újra kanyarogva bevágódó jellegű. Ez azért van, mert noha e szakaszon az esése a jelentős rövidítések ellenére sem növekedett számottevően, egészen a Maros torkolatáig nem kap érdemi hordalék-utánpótlást. (A saját energiájával a mederből kitermelt anyag többnyire finomszemcsés, amit még a lassú folyású víz is könnyen magával visz.) Így a medre itt fokozatosan kimélyül, és a kisvízszintje is csökken (például Csongrádnál több mint 330 cm-rel).
Középvízi mederszélessége 191–236 m között változik. Árvízi víztükre Szegednél mindössze 350 m széles, Tiszadorogmánál viszont eléri a 6,7 km-t.

### Torkolata

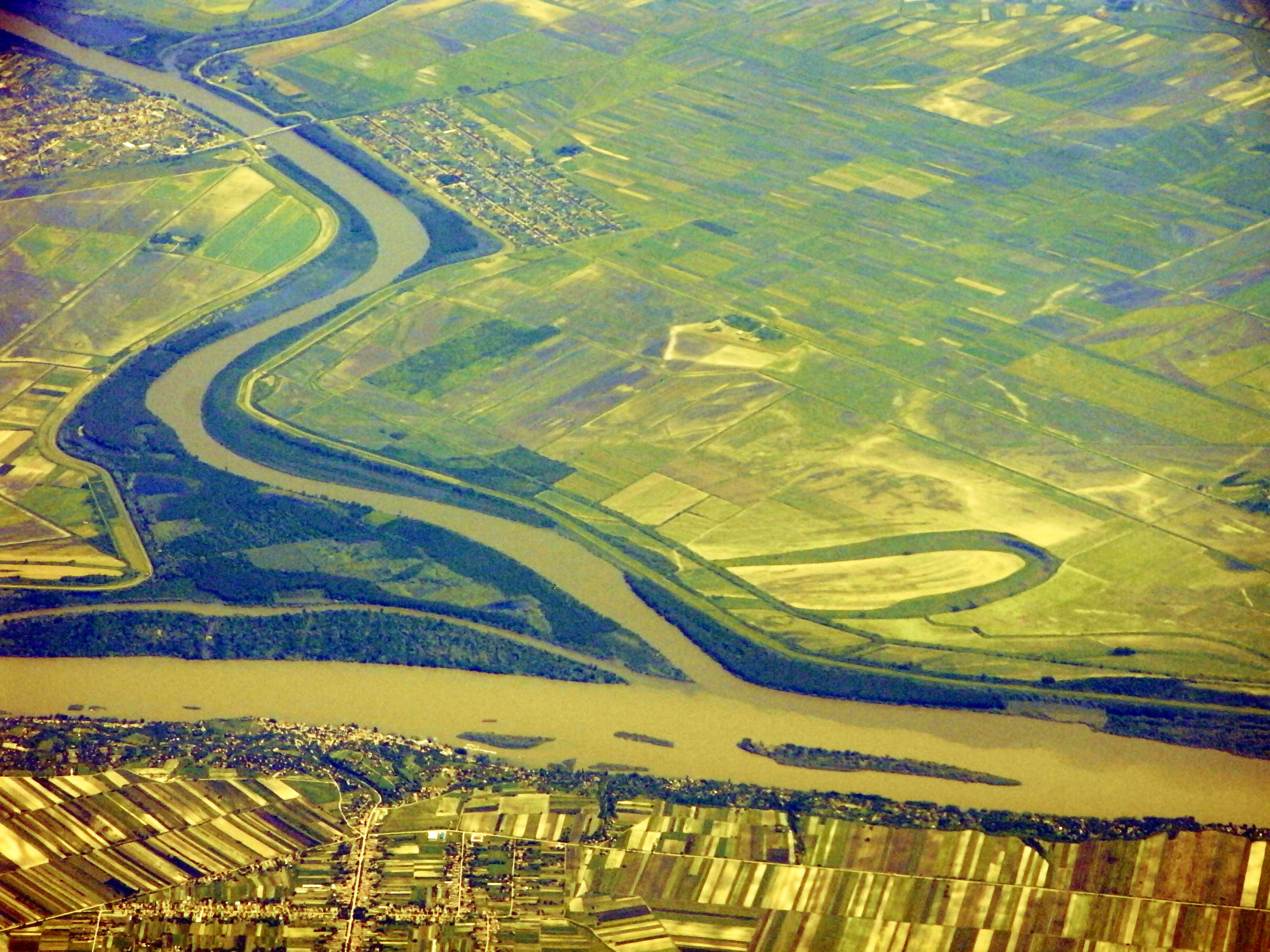
A Tisza torkolata Titelnél

A Tisza torkolata Szerbiában van, Titel közelében (itt az átlagos vízhozama 792 és 1050 m3/s között alakul – vízbőség tekintetében a Száva után a második). A Duna legnagyobb mellékfolyója, mivel a leghosszabb és legnagyobb vízgyűjtő területtel rendelkezik. 
Keletkezésekor, a miocén elején a Tisza torkolata 117 km-rel lejjebb volt. Mai helyére a természetes mederváltozások miatt került, s emiatt a folyó öt nagy mellékfolyót veszített.

### Mellékfolyói
A Tisza a 962 km-es hosszán számos mellékfolyó vizével gazdagodik. Ezek közül a legnagyobb mellékfolyói, azok torkolatának az országa szerint:
| Ukrajna      | Tarac, Talabor, Nagy-ág, Borzsa                                                                        |
| Románia      | Visó, Iza                                                                                              |
| Szlovákia    | - |
| Magyarország | Sajó, Bodrog, Túr, Szamos, Kraszna, Lónyai-főcsatorna, Keleti-főcsatorna, Eger, Zagyva, Körösök, Maros |
| Szerbia      | Béga                                                                                                   |

Jelentősebb mellékvizei (zárójelben a torkolattól mért távolság):
- Csík-ér
- Aranka (bal part)
- Batár-patak
- Egres (jobb part)
- Körös-éri-főcsatorna
- Béga (bal part, 9,6 km)
- Maros (bal part, 177 km)
- Körösök (bal part, 243,6 km)
- Zagyva (jobb part, 335,6 km)
- Hejő (jobb part, 478,1 km)
- Sajó (jobb part, 492,4 km)
- Bodrog (jobb part, 543,7 km)
- Kraszna (bal part, 682,3 km)
- Szamos (bal part, 686 km)
- Túr (bal part, 724 km)
- Borzsa (jobb part, 727,2 km)
- Nagy-ág (jobb part, 849 km)
- Talabor (jobb part, 872 km)
- Sztara-rika (jobb part, 877 km)
- Sugatag (bal part, 879 km)
- Técső-patak (jobb part, 884 km)
- Bánya (bal part, 889 km)
- Șaroș River (bal part, 889 km)
- Tarac (jobb part, 890 km)
- Szaplonca (bal part, 892 km)
- Bicu River (bal part, 894 km)
- Apsica (jobb part, 896 km)
- Szarvaszó (bal part, 904 km)
- Iza (bal part, 909 km)
- Sopurka (jobb part, 927 km)
- Kaszó (jobb part, 931 km)
- Visó (bal part, 937 km)
- Bilij (bal part, 945 km)
- Szilszkij (bal part, 962 km)
- Fehér-Tisza (bal forráság, bal part, 966 km)
- Fekete-Tisza (jobb forráság, jobb part, 966 km)

### Jelentősebb holtágai
- Alcsi-Holt-Tisza (Szolnok, Szajol)
- Alpári Holt-Tisza (Tiszaalpár, Tiszasas)
- Cibakházi Holt-Tisza (Cibakháza, Nagyrév)
- Fegyverneki Holt-Tisza (Fegyvernek, Nagykörű)
- Gyálai Holt-Tisza (Szeged, Röszke, Horgos)
- Gyova-Mámai Holt-Tisza (Csongrád, Csépa, Szelevény)
- Körtvélyesi Holt-Tisza (Hódmezővásárhely)
- Malom-Tisza (Tiszadob, Tiszadada)
- Mártélyi Holt-Tisza (Mártély, Hódmezővásárhely)
- Nagy-Morotva (Rakamaz, Tiszanagyfalu)
- Nagyfai Holt-Tisza (Algyő)
- Serházzugi Holt-Tisza (Csongrád)
- Szikrai Holt-Tisza (Tiszaug, Lakitelek, Tiszaalpár)
- Tiszaugi Holt-Tisza (Tiszaug)

### A Tisza-tó
Az 1975-ben átadott Kiskörei-víztározó (Kisköre honlapja) nemcsak a vízszint szabályozására szolgál, hanem az aszályos időben igényelt vízpótlást is szolgáltatja. Ezen túl a keletkezett Tisza-tó egyike lett Magyarország legnépszerűbb turistacélpontjainak, mivel a hasonló jellegű Balatonnál lényegesen olcsóbb, és a zsúfoltság is kisebb. A hossza 27 km, a területe 127 km², az átlagos vízmélysége 1,3 m, a legmélyebb pontja 17 m. Mintegy 43 km²-nyi sziget is található a tóban.

## Szennyezés
A kétezres évek elején több komoly vízszennyezés fordult elő, melyek romániai ipari balesetekhez köthetők. Leginkább cián, ólom és réz került a vízbe, ami a vízi élővilág nagyarányú pusztulásához vezetett. A 2010-es évektől kezdve az ukrajnai és romániai lakossági hulladékkezelési hiányosságok okoznak jelentősebb szennyezést. A szennyezés fokozódott, miután 2022 februárjában az orosz hadsereg megtámadta Ukrajnát. A szeméttel teli árvízi uszadék felfogására épült Vásárosnaménynál a hulladékfogó és válogató úszó géplánc. 2013 óta a vízügyi és civil szervezetek kezdeményezésére a helyi önkéntesek mozgósításával rendszeresen szervezett PET Kupa versenyeken gyűjtik össze a folyón évente érkező, átlagosan 60-70 tonnányi szilárd hulladékot.

## Kultúra
A magyarság a Tiszához erősebben kötődik, mint a többi folyóhoz; erre utal, hogy ez a népdalokban és versekben legtöbbször megénekelt folyónk. Gyakran illetik különböző jelzőkkel (pl. szőke, vad, zavaros, kanyargós), és általában egy szeszélyes, de szeretett folyónak tekintik. 1920-ig a „legmagyarabb folyónak” is nevezték, mivel teljes hosszában a történelmi Magyarország területén folyt.
- Petőfi Sándor: A Tisza
- Gyenes Károly filmsorozata: Szép, szőke szerelmünk, a Tisza